# Eschfeld

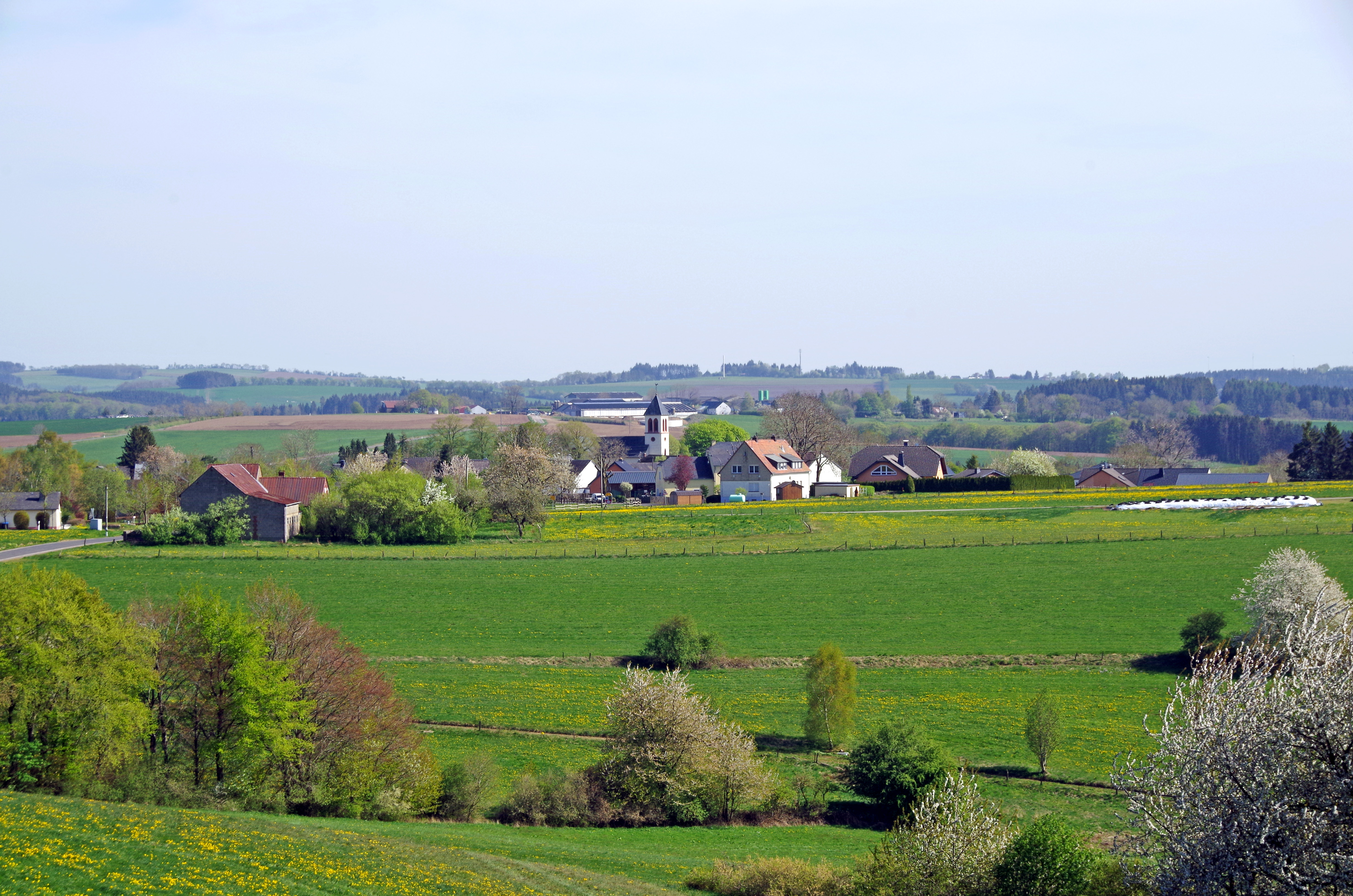
Eschfeld von Nordwesten

Eschfeld ist eine Ortsgemeinde in der Verbandsgemeinde Arzfeld im rheinland-pfälzischen Eifelkreis Bitburg-Prüm in Deutschland.

## Geographie
Eschfeld liegt im Naturpark Südeifel. Zur Gemeinde gehören Teile des Wohnplatzes Banzenhof und des Weilers Wässerchen. Beide Ortschaften gehören anteilig auch zur Nachbargemeinde Reiff.

## Geschichte
Die Anfänge Eschfelds als keltische Siedlung liegen um 400 v. Chr., was durch Funde von Knochenresten und Gefäßscherben aus dem Jahr 1948 geschlossen wird. Zudem befinden sich auf der Gemarkung Eschfelds eine Grabhügelgruppe und ein Brandgräberfeld aus der Zeit der Hunsrück-Eifel-Kultur sowie aus der Zeit der Römer. Beide werden heute als zusammenhängende Nekropole betrachtet.
Die erste urkundliche Erwähnung stammt aus dem Jahr 1330, als Eschfeld zum Erzbistum Trier gehörte. Dabei war Eschfeld bis Ende des 18. Jahrhunderts Hauptort einer der drei Meiereien (Verwaltungs- und Gerichtsbezirke), die der Herrschaft Dasburg in der luxemburgischen Grafschaft Vianden angehörten. Zur Meierei Eschfeld gehörten 13 Ortschaften.
Angaben zum Umfang der Bewohnung Eschfelds wurden 1611 gegeben, als in dem Ort zehn „Feuerstätten“ (Wohnhäuser) verzeichnet wurden. Der durch die 1656 in Eschfeld ausgebrochene Pest verursachte Bevölkerungsrückgang wurde erst etwa 100 Jahre später wieder eingeholt. Wie große Teile des Rheinlandes wurde Eschfeld 1794 von den Franzosen besetzt und erhielt eine eigene Bürgermeisterei (Mairie). Beim Klöppelkrieg gegen die Besatzung kamen vier Eschfelder Bürger zu Tode, die in Luxemburg hingerichtet wurden. Während der französischen Verwaltung gehörte Eschfeld ab 1802 zur französischen Diözese Metz. Durch den Wiener Kongress 1815 gelangte auch Eschfeld zu Preußen und gehörte ab 1818 wieder zum Bistum Trier.
Ab 1904 lag Eschfeld auf dem Gebiet der Bürgermeisterei Leidenborn, ab 1936 gehörte es zum Amt Daleiden-Leidenborn und seit 1970 der Verbandsgemeinde Arzfeld an.
1884 kam es zur Gründung eines Darlehnskassenverein, 1887 wurde eine ländliche Fortbildungsschule eingerichtet, 1889 ein Obstbauverein gegründet. Seit 1928 ist Eschfeld an das elektrische Stromnetz angeschlossen. Der Zweite Weltkrieg hinterließ große Schäden in Eschfeld, etwa 60 % des Ortes wurden zerstört. Am 22. Februar 1945 ging der Ort in die Besatzung der amerikanischen Truppen über.
1969 errichtete man in Eschfeld eine Schule, die bis in die 1980er-Jahre bestand. Das Gebäude wurde 1993 zum Dorfgemeinschaftshaus umgebaut.
Bevölkerungsentwicklung
Die Entwicklung der Einwohnerzahl von Eschfeld, die Werte von 1871 bis 1987 beruhen auf Volkszählungen:
| Jahr | Einwohner |
| ---- | --------- |
| 1815 | 121       |
| 1835 | 222       |
| 1871 | 233       |
| 1905 | 220       |
| 1939 | 480       |

| Jahr | Einwohner |
| ---- | --------- |
| 1950 | 243       |
| 1961 | 218       |
| 1970 | 241       |
| 1987 | 182       |
| 1997 | 191       |

| Jahr | Einwohner |
| ---- | --------- |
| 2005 | 182       |
| 2011 | 182       |
| 2017 | 198       |
| 2023 | 196       |

## Politik

### Gemeinderat
Der Gemeinderat in Eschfeld besteht aus sechs Ratsmitgliedern, die bei der Kommunalwahl am 9. Juni 2024 in einer Mehrheitswahl gewählt wurden, und dem ehrenamtlichen Ortsbürgermeister als Vorsitzendem.

### Bürgermeister
Peter Marx war seit 2014 im Amt, verstarb jedoch unerwartet im Oktober 2021. Da für eine am 20. Februar 2022 angesetzte Direktwahl keine gültigen Wahlvorschläge eingereicht wurden, oblag die Neuwahl gemäß Gemeindeordnung nun dem Rat. Bei der Wahl am 10. März 2022 wurde der vorherige 1. Beigeordnete, Stephan Heck, zum neuen Ortsbürgermeister von Eschfeld gewählt. Bei den Direktwahl am 9. Juni 2024 wurde Stephan Heck mit einem Stimmenanteil von 90 % für fünf Jahre wiedergewählt.

### Wappen
| Wappen von Eschfeld | Blasonierung: „Geteilt und oben gespalten, vorn in silber blaues bauchiges Tongefäß, hinten in grün goldene Ähre, unten in rot silberne Leiste, belegt mit silberner Scheibe, diese belegt mit blauem Balken und rotem Pfahl mit trapezförmigen Enden.“ |
| Wappen von Eschfeld | Wappenbegründung: Das 2400 Jahre alte Tongefäß stammt aus einem keltischen Hügelgrab und ist das älteste Zeugnis für die Besiedlung des Eschfelder Raumes. Der frühere Ortsname Eszfeld steht für ein gerodetes Saatfeld, deshalb die grüne Weidefläche und die Ähre. Über ein halbes Jahrhundert gehörte Eschfeld zur luxemburgischen Grafschaft Vianden, in deren Wappen ein silberner Balken auf rotem Untergrund liegt. Die Pfarrei Eschfeld wurde von Patres des Viandener Trinitarierkonvents betreut. Deren Ordenssymbol, das Trinitarierkreuz, ist Sinnbild für die Dreifaltigkeit. |

## Kultur und Sehenswürdigkeiten

### Bauwerke
Die Kirche Eschfelds mit dem zugehörigen Friedhof befand sich bis 1867 im heutigen Unterdorf. Die heutige Pfarrkirche St. Luzia wurde 1869 errichtet und von 1906 bis 1921 von Pfarrer Christoph März mit Decken- und Wandgemälden ausgeschmückt. An der Seite der Kirche steht der Romanische Taufstein. Neben der Pfarrkirche befindet sich zudem der Ehrenfriedhof von Eschfeld. Die frühere Volksschule wurde 1912 neben der Pfarrkirche gebaut. Etwa 800 Meter nördlich des Ortes entstand 1992 vor einem ehemaligen Bunker des Westwalls der beeindruckende Bunkerwand-Kreuzweg mit 15 Stationen als „Stätte des Gebetes um Frieden und Versöhnung“.

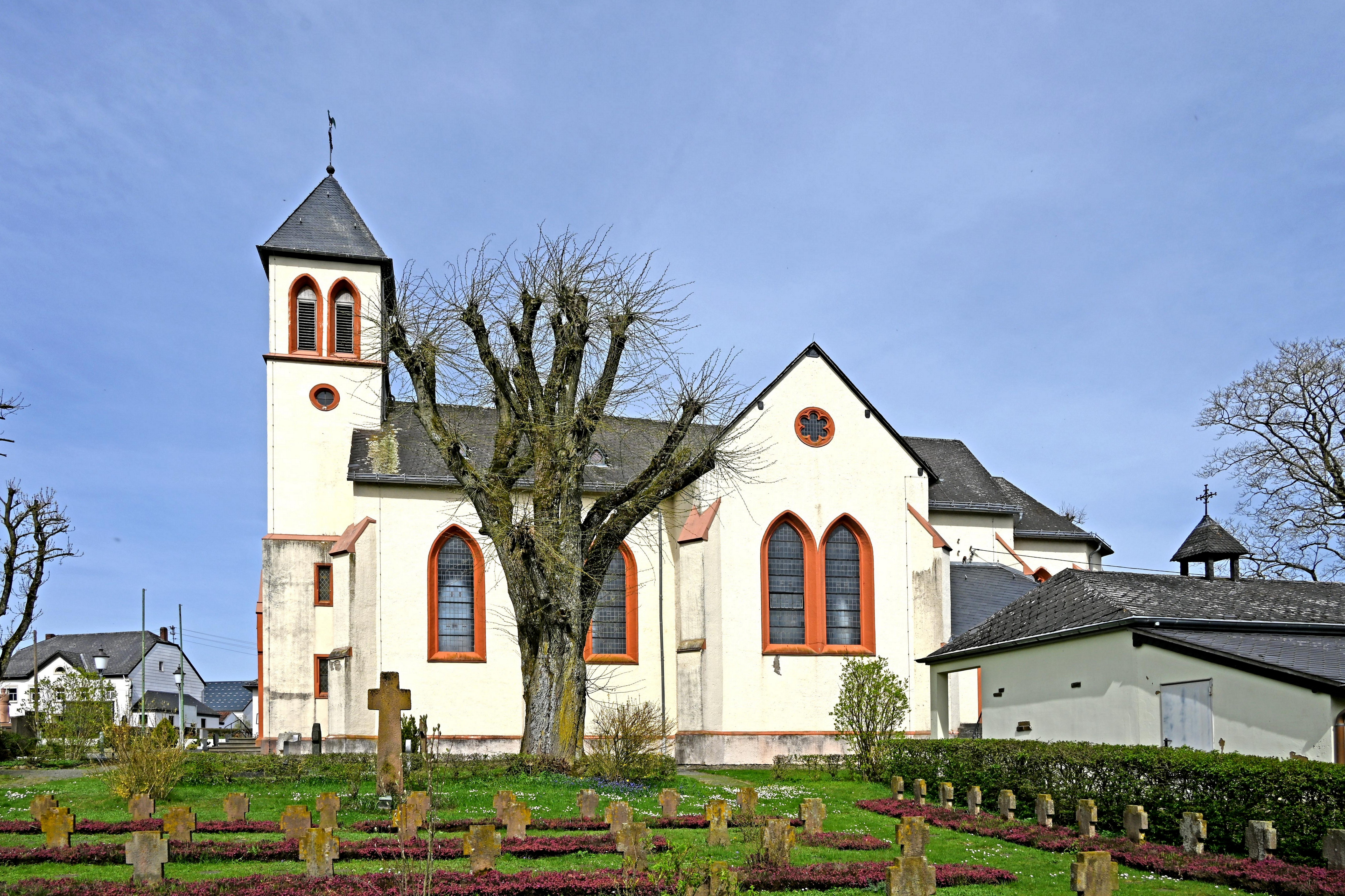
Pfarrkirche St. Luzia
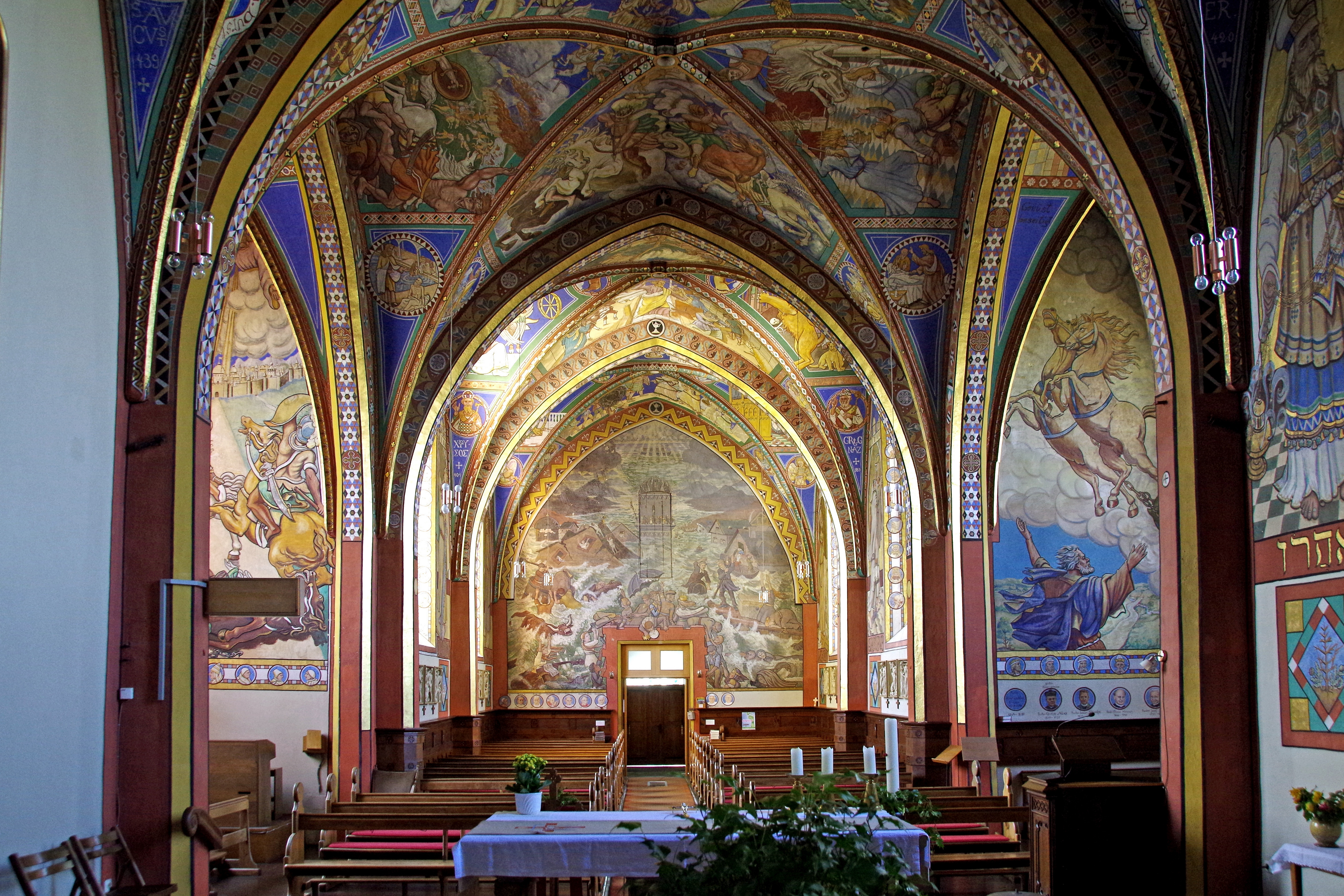
Wand- und Deckenfresken
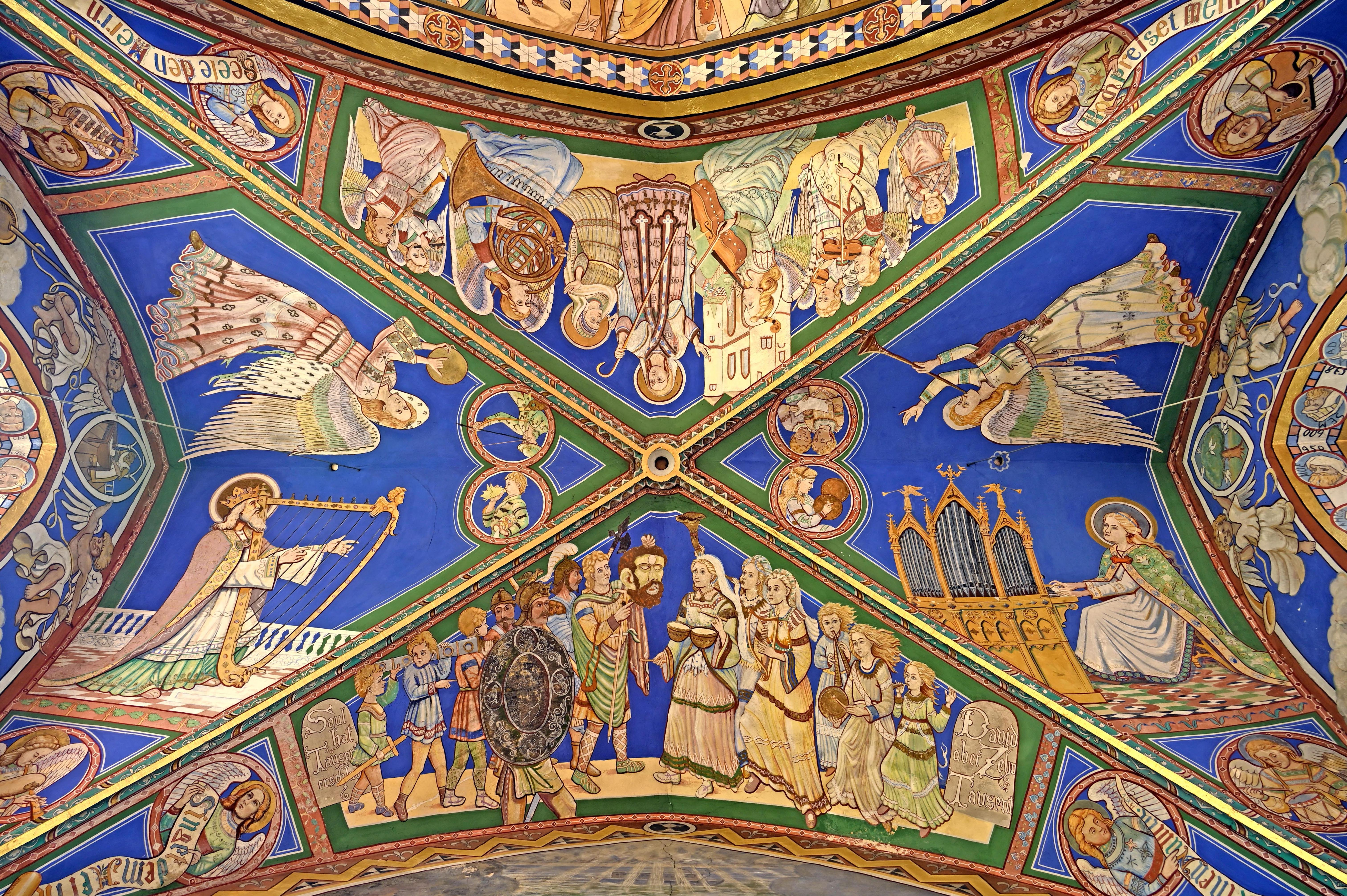
Deckenfresko
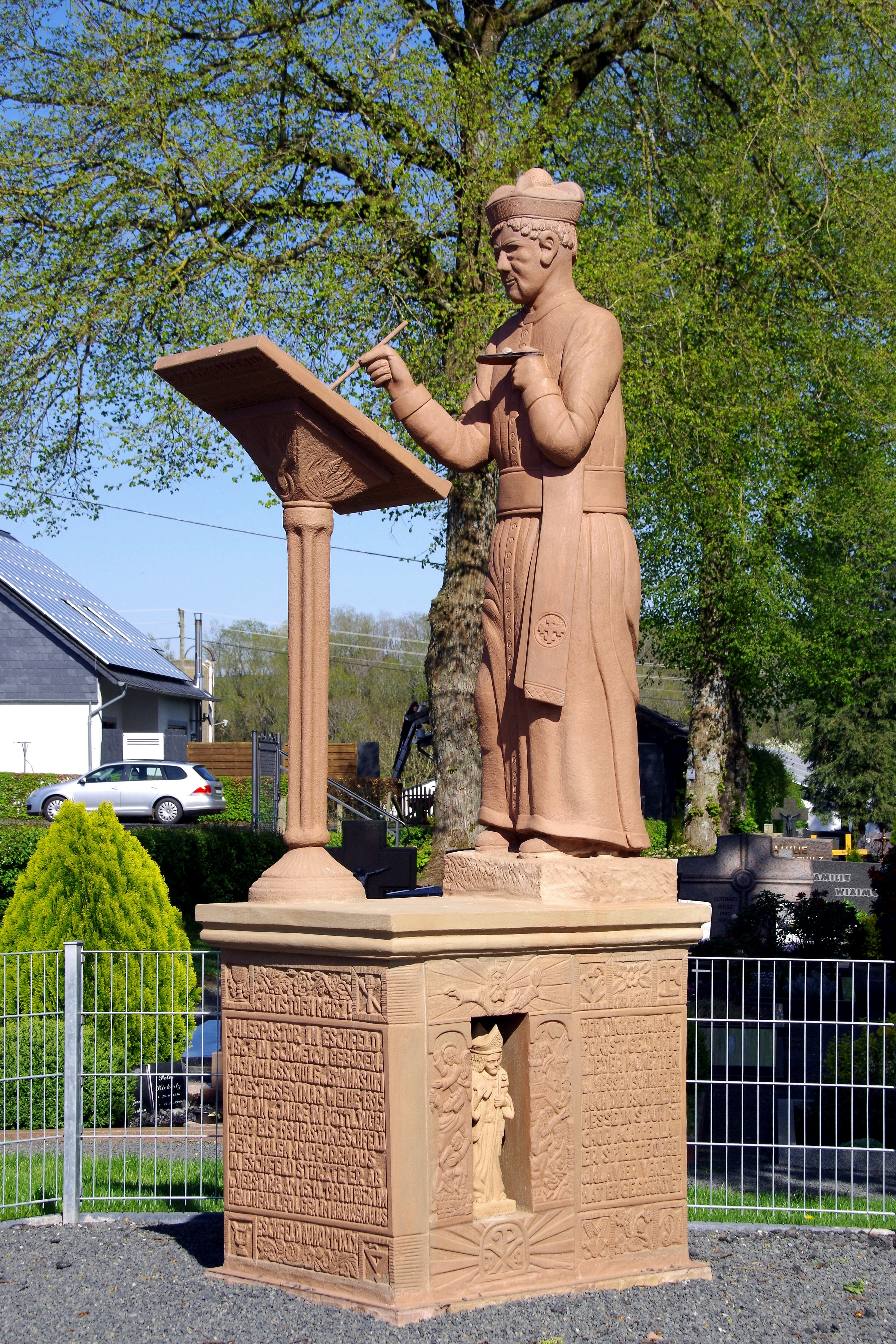
März-Denkmal
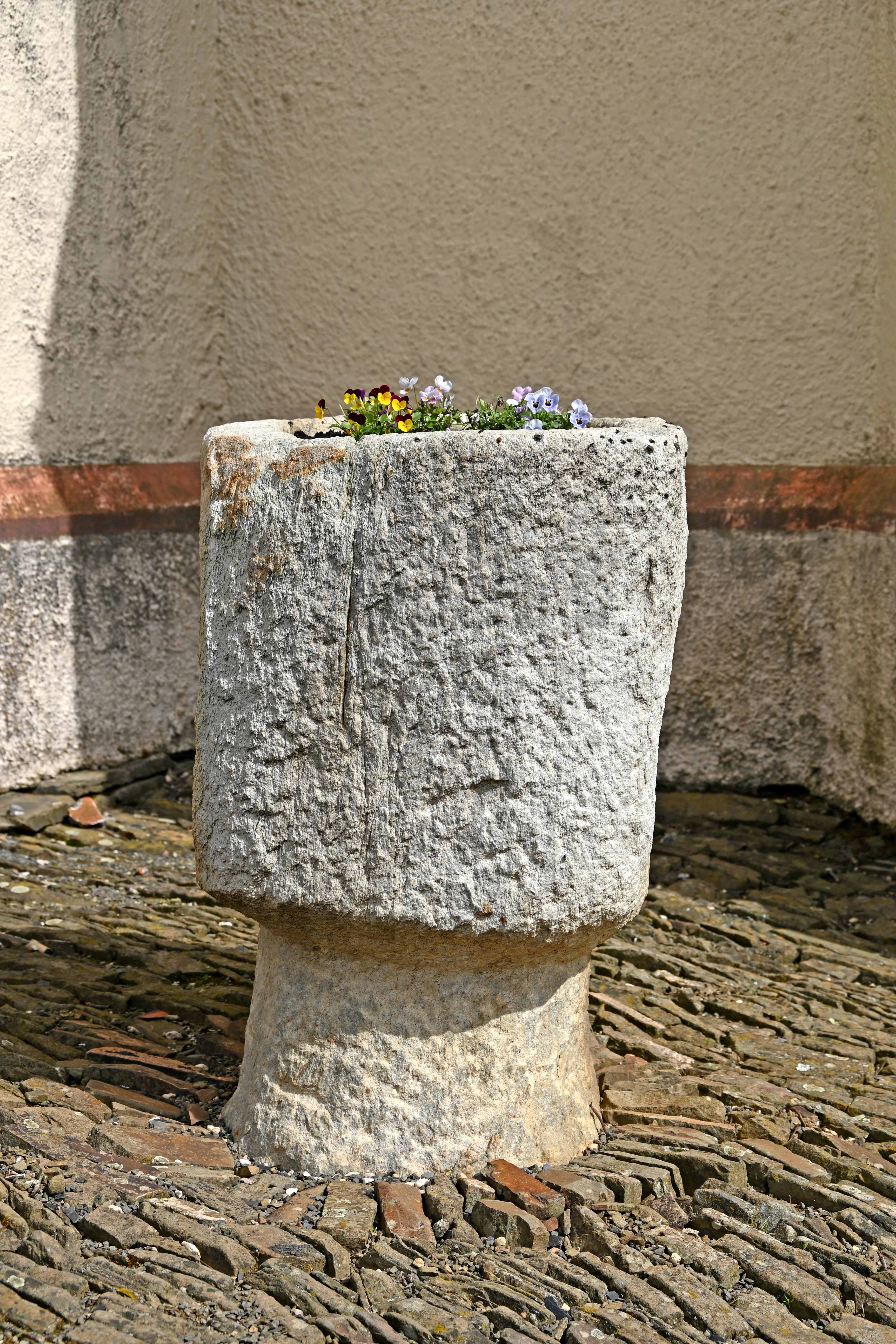
Taufstein
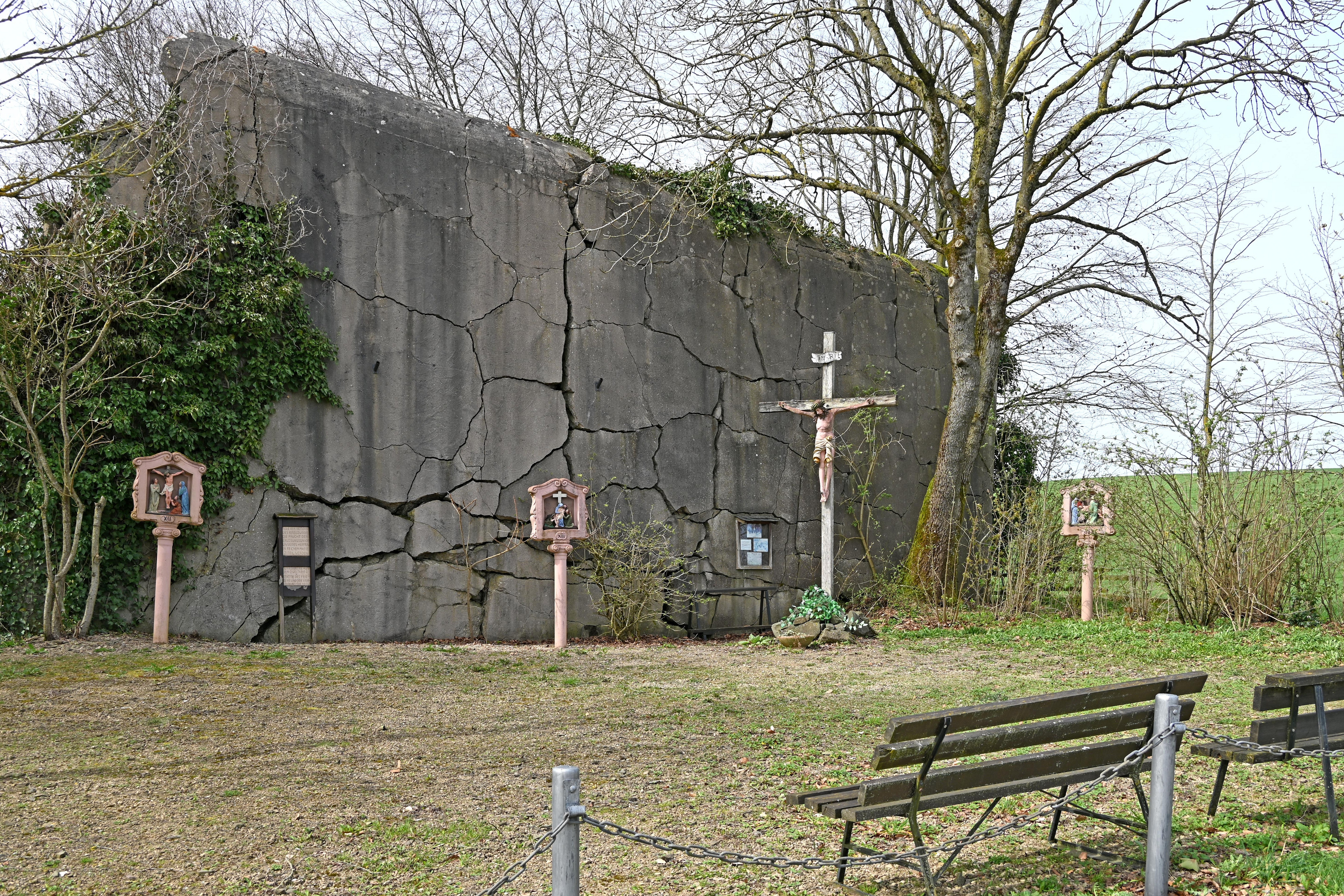
Bunkerwand-Kreuzweg

Siehe auch: Liste der Kulturdenkmäler in Eschfeld

### Grünflächen und Naherholung
- Kinderspielplatz
- Wanderrouten in und um Eschfeld des Eifelvereins

### Regelmäßige Veranstaltungen
- Dreikönigsball der Freiwilligenfeuerwehr Eschfeld an dem Samstag, der mit dem 6. Januar (Heilige Drei Könige) zusammenfällt oder auf diesen folgt
- Burgbrennen am ersten Wochenende nach Aschermittwoch
- Traditionelles Klappern am Karfreitag und Karsamstag
- Jährliches Kirmes- bzw. Kirchweihfest wird am Wochenende nach Pfingsten am Dreifaltigkeitsfest gefeiert
- Sportfest des FSV Eschfeld am ersten Juli-Wochenende
- Sankt-Martins-Umzug an dem Freitag, der mit dem 11. November zusammenfällt oder auf diesen folgt